# Волошин Микола Григорович (режисер)
Микола Григорович Воло́шин (нар. 30 серпня 1941, Запаро-Мар'ївка — пом.‎ 11 червня 2019, Дніпро) — український театральний режисер. Заслужений діяч мистецтв України з 2004 року.

## Біографія
Народився 30 серпня 1941 року в селі Запаро-Мар'ївці (нині Краматорський район Донецької області, Україна). 1969 року закінчив Київський інститут театрального мистецтва, де навчався, зокрема, у Михайла Верхацького.
З 1969 року працював режисером Рівненського музично-драматичного театру; у 1973—1981 роках — художній керівник Бердянського міського Палацу культури; у 1981—1987 роках — головний режисер Закарпатського театру ляльок; у 1987—1994 роках — головний режисер Дніпропетровського українського музично-драматичного театру імені Тараса Шевченка; у 1994—1996 роках — головний режисер Донецького російського драматичного театру в Маріуполі; з 1996 року — головний режисер Дніпропетровського цирку. Помер у Дніпрі 11 червня 2019 року.

## Постановки
вистави
- «Пригоди бравого вояка Швейка» за Ярославом Гашеком (1971);
- «Паперова троянда» Фелікса Кривіна (1984);
- «Роксолана» Гарольда Бодикіна за романом «Роксолана» Павла Загребельного (1987);
- «Віщі сни Прометея» Володимира Канівця (1989);
- «Брехня» Володимира Винниченка (1990);
- «Маруся Чурай» за Ліною Костенко (1992);
- «Ніч на Івана Купала» за Миколою Гоголем (1993);
- «Остання ніч Сократа» Стефана Цанєва (1995).

циркові номери
- акробатичний дует «Нінзя» (Пхеньян, 1997);
- ілюзія з домашніми тваринами «Українське диво» (1997);
- казкове новорічне шоу «Новорічні пригоди Буратіно» (2004).